# Коллар, Винценц
Ви́нценц Ко́ллар (нем. Vincenz Kollar) — австрийский энтомолог, специалист по двукрылым.
Он занимался изучением видов, представлявших экономический интерес, особенно обитателями лесов. Коллар описал много новых видов. Он был куратором Музея естественной истории в Вене. Он работал в основном над насекомыми, собранными в экспедициях, в частности австрийской экспедицией в Бразилию в 1817—1835 гг.

## Эпонимы
Теодор Гартиг назвал в честь Коллара вид перепончатокрылых насекомых Andricus kollari.

## Труды
- Die vorzüglich lästigen Insekten Brasiliens, p. 101-119. In J. E. Pohl. Reise im Innern von Brasiliens, vol. I, 448p.(1832)
- Aufzählung und Beschreibung der von Freih. Carl v. Hügel auf seiner Reise durch Kaschmir und das Himalayagebirge gesammelten Insekten. (mit L. Redtenbacher). 4(2):393-564, 582-585, 28 colour plates (1848).
- Über Agrilus viridis Kiesw. ein die Erlen verwüstendes Insekt. Verhandlungen der Zoologische-botanische Geselschaft, Wien 8:325-328.(1858)